# Prabha Unnithan
Prabha Unnithan (* 1952 in Malaysia) ist ein US-amerikanischer Soziologe und Kriminologe malaysischer Herkunft. Er ist emeritierter Professor der Colorado State University und amtierte 2019/2020 als Präsident der Academy of Criminal Justice Sciences (ACJS).

## Werdegang und Wirken
Unnithan wurde in Malaysia geboren und verbrachte dort seine Kindheit und Jugend. 
In Indien machte er einen Bachelor- und einen Master-Abschluss in Kriminologie und Forensik. Nach seinem Wechsel in die USA wurde er dann an der University of Nebraska-Lincoln im Fach Soziologie zum Ph.D. promoviert. Seit 1987 lehrt und forscht er an der Colorado State University in Fort Collins. 2009 wurde er dort zum John N. Stern Distinguished Professor ernannt. Zudem ist er außerordentlicher Professor an der Universiti Tunku Abdul Rahman in Malaysia.
Von 1999 bis 2002 war er Herausgeber des Journal of Criminal Justice Education, von 2006 bis 2011 des Social Science Journal und von 2016 bis 2020 Mitherausgeber des Sociological Quarterly.

## Schriften (Auswahl)
- Mit anderen: The Currents of lethal violence. An integrated model of suicide and homicide.  State University of New York Press, Albany 1994, ISBN 0791420523.
- Mit Mark R. Pogrebin und Paul B. Stretesky: Guns, violence, and criminal behavior. The offender's perspective. Lynne Rienner Publishers, Boulder 2009, ISBN 978-1-588-26665-1.
- Mit Michael J. Palmiotto: Policing & society. A global approach. Delmar Cengage Learning, Clifton Park 2011, ISBN 978-0-534-62343-2.
- Als Herausgeber: Crime and justice in India. SAGE Publications, Neu-Delhi/Thousend Oaks (California) 2013, ISBN 978-8-132-10977-8.